# البويضة (ريف دمشق)
بلدة البويضة بلدة سورية تابعة لمدينة قطنا التابعة بدورها لمحافظة ريف دمشق، ترتفع 660 م عن سطح البحر تقع جنوب ناحية بلدة عرطوز
تحدها القرى والبلدات التالية:دروشة - مخيم خان الشيح - دير خبية